# Sacabuxa

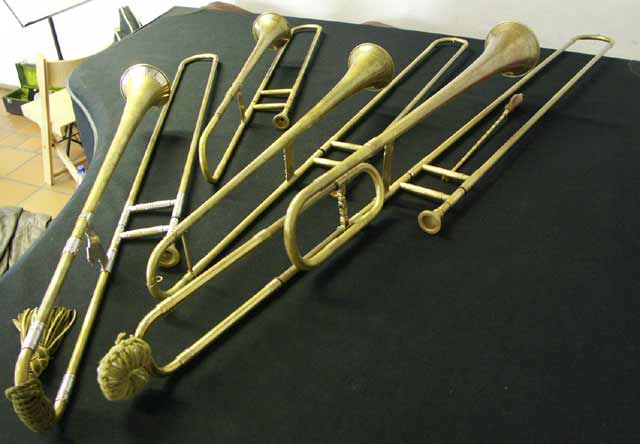
Quatro sacabuxas: dois tenores, um alto, e um baixo

Sacabuxa é um instrumento de sopro similar em aparência ao trombone de vara moderno. Tinha, entretanto, uma campana menos bojuda e produzia som mais melodioso e cheio. Também se conhece por seus nomes em outras línguas: sacabuche em espanhol, sacqueboute em francês, sackbut em inglês (forma também usada na Itália, onde historicamente já se chamou também Trombone).
Foi o único instrumento de metal que os compositores do Renascimento tinham à disposição. Não se sabe ao certo quando foi criado, porém em escritos do século de 1500 já aparecia com regularidade.